# 陰膳
陰膳（かげぜん）とは、旅行や出征その他に出た不在者のために、その者が旅行中に飢えたり、危害を加えられ安全を脅かされたりしないように祈り願って、留守番がその者のために留守宅で供える膳である。安全祈願の呪術のひとつ。「蔭膳」とも記す。
当人が在宅時の食事のときに座っていた場所や床の間に供える。供える回数・程度は地域や時代によって一定しない。供えた膳は後でその家族が食べることもある。
日本の漫画では漆原友紀の『蟲師』、日本の映画ではスタジオジブリ作品の『コクリコ坂から』で見られる。